# Хроника Энгельбректа
«Хроника Энгельбректа» — условное название первой части шведской стихотворной «Хроники Карла», которую многие исследователи считают самостоятельной хроникой, созданной в конце 1430-х годов. Рассказывает о восстании Энгельбректа Энгельбректссона (1434—1436) и его причинах, является важнейшим источником по истории Швеции в первой половине XV века (главным образом по военной и социально-политической проблематике).
Филолог Э. Нойман предположил, что «Хронику» написал секретарь шведского риксрода Иоханн Фредерберн, чьё германское происхождение могло повлиять на язык произведения. По другой версии, «Хроника Карла» — единое произведение, и «Хроника Энгельбректа» никогда не существовала как самостоятельный литературный памятник.